# 輪生
輪生（りんせい）とは、生物の体において、ある器官が一定の箇所から輪を描くように並んで生じることである。植物の葉や花に関して使われることが多い。

## 葉の場合
例えば種子植物の葉や花は、茎に沿って生じるが、同じ高さからは1つずつ出るものが多く、これを互生と言う。それに対して、同じ水準に向き合うように2つを生じるのを対生と言う。輪生は、これに似ているが、3つ以上を輪のような配列で生じるもののことである。対生は茎に対して向かい合ってつくが、輪生ではその数に応じてほぼ茎の周囲を等分にするようにつくのが普通である。
並ぶ数はさまざまで、3つのこともあれば、数10になるものもあるが、4つのものが比較的多い。それぞれその数に応じて3輪生、4輪生などというが、5つより多い場合にはあまり数では言わない。
葉が互生であれば花も互生であり、同様に葉が輪生するものは花も輪生する傾向が見られる。
葉が互生か対生かは科などの上位分類群の大きな特徴となる場合があるが、特定の葉数の輪生であることを特徴とする例は多くない。たとえばシオガマギク属では互生のもの、対生のもの、4輪生のものが混じっている。ヤエムグラ属では多くが4輪生であるが、ヤエムグラでは6-8輪生、カワラマツバは10輪生にも達する。ツリガネニンジンでは、同一個体でも3輪生と4輪生が入り交じり、時に互生の葉も出る。

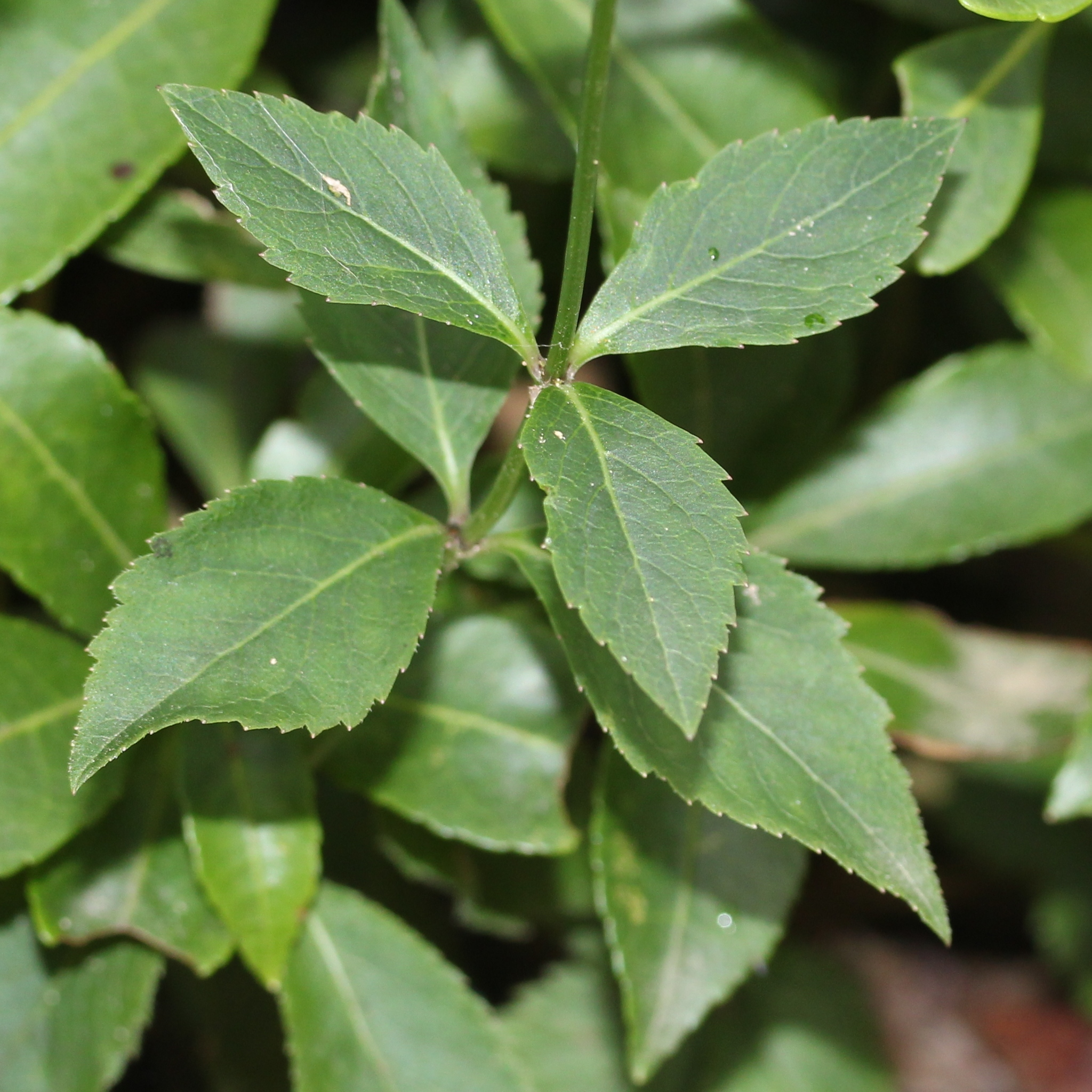
3輪生のツリガネニンジンの葉
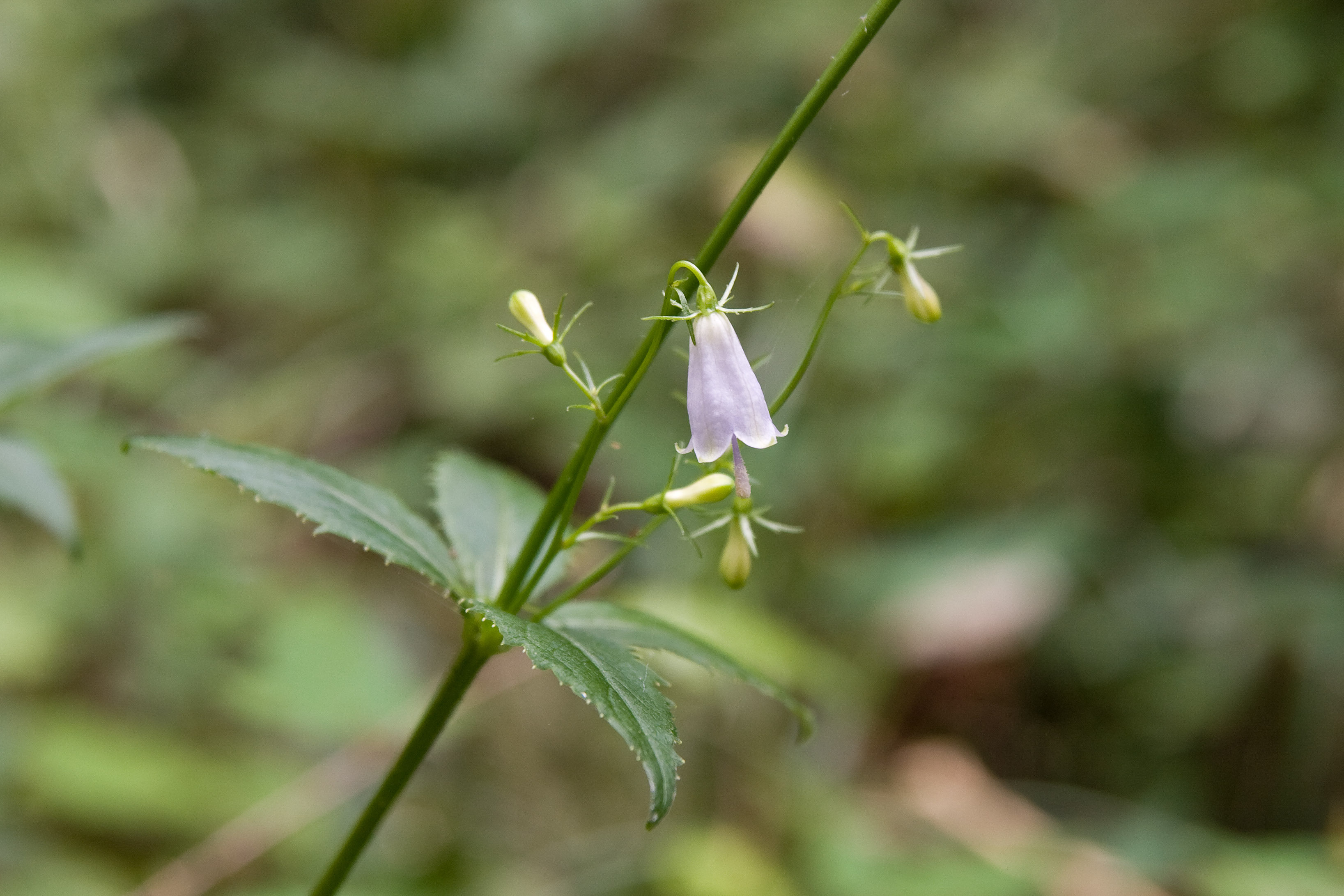
4輪生のツリガネニンジンの葉

## 花の構成要素の場合
なお、花を構成する花弁や雄蘂など花葉と呼ばれ、葉の誘導物である。これらでは輪生が普通で、その数も3、4、5、6、あるいはそれらの数の整数倍となる例が多々ある。単子葉植物の場合はこれは3でほぼ固定されている。双子葉植物では様々だが5が比較的多い。花葉に関しては輪生に生じるものを輪生花、螺旋など輪生にならないものを非輪生花という。もっとも、多くの輪生花は、実際には間の詰まった螺旋であると考えられる。

## 偽輪生
なお、見かけ上は輪生でありながら、実際にはそうでない例もある。たとえばシソ科植物の花にはジュウニヒトエやアキギリ属など、輪生に見える例がよくあるが、それらをよく見ると、花の根元は実は対生であり、それが基部で左右に分枝を出すことで、外見上は輪生に見える。このようなものは偽輪生（ぎりんせい）、あるいは仮輪（かりん）という。
また、見かけは輪生であるが、実際にはその付着位置が少しずつずれている偽輪生もある。これは輪生以外の葉序において、その間が詰まってしまったものと考えられる。